# Cotton Mather
Pour les articles homonymes, voir Mather.
Cotton Mather (12 février 1663, Boston, Massachusetts, États-Unis - 13 février 1728, Boston, Massachusetts, États-Unis) était un pasteur puritain, auteur prolifique et pamphlétaire, fils du révérend Increase Mather.

## Biographie
Cotton Mather se distingua très vite par sa précocité et obtint sa licence (B.A.) de l'université d'Harvard à l'âge de 15 ans, en 1678. Après sa maîtrise (M.A.), il rejoignit son père à la North Church de Boston comme pasteur assistant. Il ne devint pasteur en titre qu'à la mort de son père en 1723.
Auteur de plus de 450 livres et pamphlets, ses travaux littéraires omniprésents firent de lui l'un des chefs religieux les plus influents aux États-Unis. Il participa ainsi à l'élaboration d'une forme de discours moral traditionaliste et appela les deuxième et troisième générations de puritains à un retour aux sources théologiques du puritanisme.
Cotton Mather appuya son père lorsque celui-ci mettait en garde les juges des procès des sorcières de Salem contre la recevabilité des témoignages de spectres (témoignages de victimes de sorcellerie affirmant avoir été attaquées par un fantôme prenant la forme de quelqu'un qu'elles connaissaient). Il eut également un rôle éminent dans la promotion de la variolisation, méthode abandonnée après la découverte du vaccin contre la variole, bravant la désapprobation de la communauté puritaine et allant jusqu'à inoculer son propre fils, qui faillit en mourir. C'est de son esclave Onésime (ou Onesimus) qu'il apprit la pratique de l'inoculation. 